# Abralia astrolineata
Abralia astrolineata är en bläckfiskart som beskrevs av Berry 1914. Abralia astrolineata ingår i släktet Abralia och familjen Enoploteuthidae. Inga underarter finns listade i Catalogue of Life.